# Lipsk (gmina)
Lipsk (daw. gmina Petropawłowsk) – gmina miejsko-wiejska w województwie podlaskim, w powiecie augustowskim. W latach 1975–1998 gmina położona była w województwie suwalskim.
Według Powszechnego Spisu Ludności z 1921 roku gminę zamieszkiwało 2457 osób, wśród których 2351 było wyznania rzymskokatolickiego, 9 prawosławnego, 87 innego a 10 mojżeszowego. Jednocześnie 2439 mieszkańców zadeklarowało polską przynależność narodową, 1 białoruską a 17 żydowską. We wsi było 432 budynki mieszkalne.
Siedziba gminy to Lipsk. Organ stanowiący i kontrolny – Rada Miejska w Lipsku.
Według danych z 30 czerwca 2008 gminę zamieszkiwały 5553 osoby.
Gmina znajduje się w obszarze Biebrzańskiego Parku Narodowego oraz jego otulin, częściowo także na terenie Puszczy Augustowskiej.

## Struktura powierzchni
Według danych z roku 2002 gmina Lipsk ma obszar 184,42 km², w tym:
- użytki rolne: 64%
- użytki leśne: 22%

Gmina stanowi 11,12% powierzchni powiatu.

## Demografia

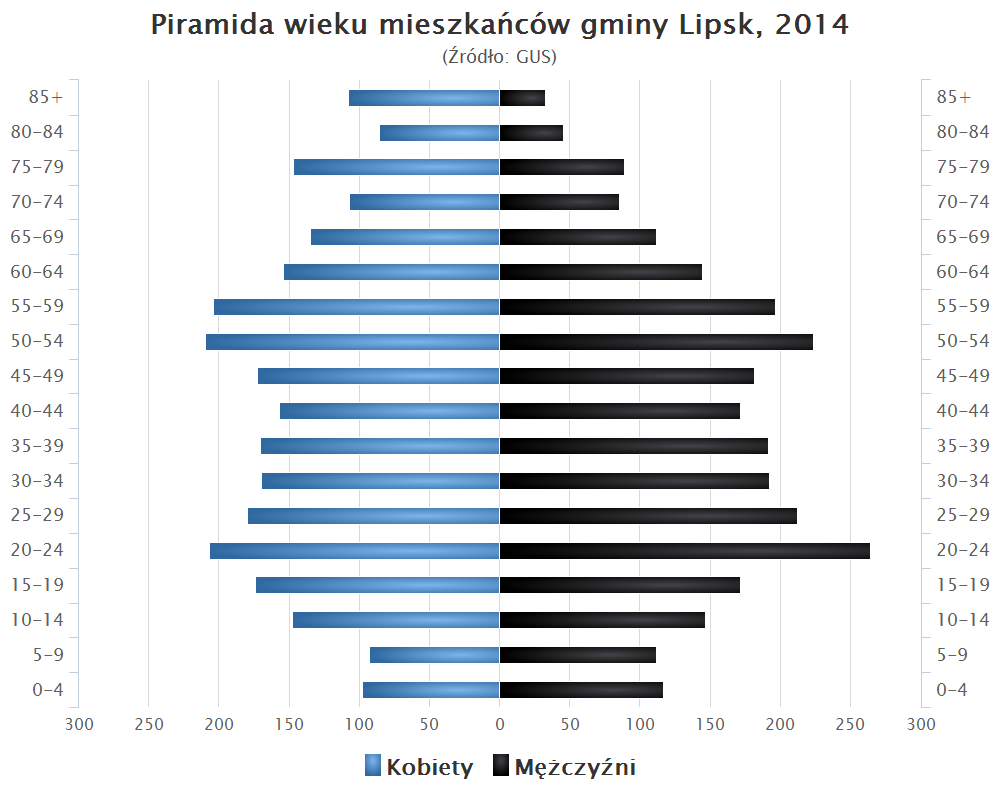
Piramida wieku mieszkańców gminy Lipsk w 2014 roku

Dane z 30 czerwca 2008:
| Opis                              | Ogółem | Ogółem | Kobiety | Kobiety | Mężczyźni | Mężczyźni |
| --------------------------------- | ------ | ------ | ------- | ------- | --------- | --------- |
| Jednostka                         | osób   | %      | osób    | %       | osób      | %         |
| Populacja                         | 5553   | 100    | 2797    | 50,37   | 2756      | 49,63     |
| Gęstość zaludnienia [mieszk./km²] | 30,11  | 30,11  | 15,17   | 15,17   | 14,94     | 14,94     |

## Sołectwa
Bartniki, Kolonia Bartniki, Doliczany Nowe, Doliczany Stare, Dulkowszczyzna, Jaczniki, Jałowo, Jasionowo, Kolonie Lipsk, Kopczany, Krasne, Kurianka, Lichosielce, Lubinowo, Lipszczany, Nowe Leśne Bohatery, Nowy Lipsk, Nowy Rogożyn, Podwołkuszne, Rakowicze, Rogożynek, Rygałówka, Siółko, Skieblewo, Stare Leśne Bohatery, Starożyńce, Stary Rogożyn, Wołkusz, Wyżarne, Żabickie

## Sąsiednie gminy
Dąbrowa Białostocka, Nowy Dwór, Płaska, Sztabin. Gmina sąsiaduje z Białorusią.